# ITA Airways
Italia Trasporto Aereo S.p.A. (ITA) er Italiens nationale flyselskab, som blev etableret i 2020 og påbegyndte sine flyvninger i 2021. Selskabet, som er er statsejet, overtog driften fra det tidligere selskab Alitalia, der på grund af faldende passagertal og økonomiske problemer ikke var i stand til at konkurrere med lavprisflyselskaber.